# نجف‌شهر
نجف‌شهر از شهرهای بخش مرکزی شهرستان سیرجان استان کرمان در جنوب شرقی ایران است. نجف‌شهر در فاصله ۵ کیلومتری شهر سیرجان قرار گرفته است. این مکان تا پیش از سال ۱۳۷۶ و تبدیل به شهر در تقسیمات کشوری، نجف‌آباد نام داشته است.

## جمعیت
بر پایه سرشماری عمومی نفوس و مسکن در سال ۱۳۹۵ جمعیت این مکان ۲۰٬۱۶۴ نفر (۵٬۸۹۴ خانوار) بوده‌است.

## ویژگی اقلیمی
ارتفاع شهر نجف شهر از سطح دریا ۱۷۲۴ متر می‌باشد. تابستان‌های نسبتاً گرم و زمستان‌های سردی دارد.

## امکانات فرهنگی

### کتابخانه‌ها
- کتابخانه مرحوم علی بیگی نژاد
- دارالقرآن(درحال ساخت)
- موسسه قرآنی حاج قاسم

## جاذبه‌های گردشگری

### بناهای تاریخی
- بقعه امامزاده علی
- بنای شاه فیروز
- قلعه سنگ

### اماکن مذهبی
- امامزاده علی
- زیارتگاه جدآقاسیدحسین

## پارک‌ها و فضای سبز
- بوستان ورزش[۴]
- بوستان مهر
- بوستان شهیدمطهری